# Parafia Podwyższenia Krzyża Świętego w Telechanach
Parafia Podwyższenia Krzyża Świętego w Telechanach – rzymskokatolicka parafia znajdująca się w diecezji pińskiej, w dekanacie pińskim, na Białorusi.

## Historia
Kaplica w Telechanach powstała w 1817. W XIX w. należała do parafii Świętych Apostołów Piotra i Pawła w Łohiszynie, a następnie do parafii Wniebowzięcia Najświętszej Maryi Panny w Pińsku.
W okresie międzywojennym w Telechanach istniała samodzielna parafia, należąca do dekanatu Kosów diecezji pińskiej.
Po II wojnie światowej kościół został znacjonalizowany przez władze sowieckie. Do dzisiaj w budynku mieści się kinoteatr. Msze odprawiane są w domu prywatnym.